# كريستوبال سافيدرا
كريستوبال سافيدرا (بالإسبانية: Cristóbal Saavedra)‏ مواليد 1 أغسطس 1990 في تشيلي، هو لاعب كرة مضرب تشيلي بدأ مسيرته كمحترف سنة 2007 يلعب باليد اليمنى ويحتل حالياً المرتبة رقم. 285 (يونيو 11, 2012) في تصنيف رابطة محترفي كرة المضرب. أعلى تصنيف له في الفردي كان المركز الـ 284 في سنة 2011.

## روابط خارجية
- كريستوبال سافيدرا على موقع رابطة محترفي التنس (الإنجليزية)
- كريستوبال سافيدرا على موقع الاتحاد الدولي لكرة المضرب (الإنجليزية)
- كريستوبال سافيدرا على موقع خلاصة التنس.كوم (الإنجليزية)